# Sancta Crux
Sancta Crux – Časopis opatije Heiligenkreuz (njem. Sancta Crux – Zeitschrift des Stiftes Heiligenkreuz) godišnjak je opatije Heiligenkreuz, čiji je prvi primjerak objavljen 1926. godine.

## Povijest
Objavljivanje časopisa Sancta Crux pokrenuli su 1926. godine mladi redovnici-cisterciti opatije Heiligenkreuz. U početku su objavljivana četiri izdanja godišnje na osamnaest stranica: pater Karl Braunstorfer bio je odgovoran za uređivanje, a o tiskanju časopisa brinuo je juniorat samostana Heiligenkreuz. Teme pojedinih priloga najčešće su bile o životu u samostanu, članci o povijesti opatije Heiligenkreuz, vijesti iz crkvenih redova, redovnička hagiografija te pjesme, poneka prigodna slika ili fotografija uz opis kakva zanimljiva doživljaja, a katkada čak i pokoja zagonetka. U prvotnim su izdanjima prilozi većinom bili namijenjeni mladeži i školarcima. S vremenom sve više do izražaja dolazi ozbiljnost angažiranih suradnika u sadržajnom pristupu raznim temama i njihovu tehničkom oblikovanju poput, primjerice, grafičkoga dizajna naslovnice iz 1929. godine u kojoj je Davidova zvijezda prikazana iznad Kristova monograma kao krovni uzorak samostanske crkve. Davidova zvijezda pojavljuje se i u kasnijim izdanjima, a posljednji put 1933. godine.
Primjerci godišnjaka objavljivanih od 1926. do 1933. nalaze se u arhivu i knjižnici opatije Heiligenkreuz i nikada nisu bili u javnoj prodaji: ta izdanja sadrže vrijedne podatke o mnogočemu što se tada događalo u samostanu, u Bečkoj nadbiskupiji i u cistercitskom redu. Osim toga, ta izdanja svjedoče i o izraženom interesu samostanske mladeži za redovništvo, pobožnost i štovanje Svetoga križa u međuratnome razdoblju, a sve to uz veliko zalaganje i zasluge tadašnjeg opata Gregora Pöcka i učitelja novaka patera Karla Braunstorfera.
Tijekom i u godinama neposredno nakon Drugoga svjetskoga rata, od 1939. do 1949. časopis Sancta Crux nije bio objavljivan. Nakon što su 1949. godine cisterciti opatije Heiligenkreuz nastavili s njegovim objavljivanjem, časopis je ponešto drukčije profiliran, a i pater Karl Braunstorfer − svojedobno prvi urednik časopisa − u međuvremenu je postao opatom opatije Heiligenkreuz. Opat Braunstorfer posebice je u vidu imao tri čitateljske skupine, kojima je nastojao ponuditi i omogućiti dugoročnije pretplate na časopis: prilozi iz života redovnika trebali su mlađu samostansku subraću uputiti i oformiti u skladu s idealima cistercitskoga reda, a izvješća o događajima u susjednim župama pod upravom opatije Heiligenkreuz poticala su suradnju i zajedništvo redovnika-župnika sa samostanskom subraćom. Osim toga, časopis je bio namijenjen i molitvenoj zajednici "Prijatelja Svetoga križa" kao izvor stalnoga duhovnog nadahnuća. Sve te tri skupine bile su vrlo zainteresirane za članke o povijesti opatije Heiligenkreuz, koji su redovito bili osobito važan dio sadržaja i tematike časopisa.
S obzirom na ukupnost doprinosa i pisanih svjedočanstva mnogih vrlo značajnih autora i teologa, časopis Sancta Crux jedna je od najvrjednijih publikacija o povijesti opatije Heiligenkreuz te tematski iznimno jedinstveno i vrlo relevantno štivo o povijesnom razvoju i značaju opatije Heiligenkreuz.

## Vanjske poveznice
- Stift Heiligenkreuz: Sancta Crux – mrežne stranice (njem.)
- Kritikatur − Das Kulturportal: Sancta Crux  Arhivirana inačica izvorne stranice od 8. veljače 2022. (Wayback Machine) (njem.)
- ZDB − Sancta Crux : Zeitschrift des Stiftes Heiligenkreuz (njem.)
- Bibliotheken.at − Katalog öffentlicher Bibliotheken in Österreich: Sancta Crux (njem.)

]]